# Céline Goberville
Céline Goberville (n. 19 septembrie 1986, Senlis, Picardie⁠(d), Franța) este o trăgătoare de tir ce a reprezentat Franța, medaliată olimpică. A participat la 3 ediții ale Jocurilor Olimpice (2012, 2016, 2020) în care a câștigat o medalie de argint.